# Renegotiations: The Remixes
Renegotiations: The Remixes è il primo EP del gruppo musicale statunitense The Black Eyed Peas, pubblicato il 20 marzo 2006 dalla Interscope Records.

## Descrizione
L'EP contiene per lo più brani tratti dal quarto album in studio Monkey Business in versione remixata ma non mancano i brani non remixati che, comunque, sono solo dei brani estratti dall'album precedentemente menzionato.

## Tracce
1. Like That (feat. John Legend, Cee-Lo, Talib Kweli & Q-Tip) – 4:36 (William Adams, Allan Pineda, Jaime Gomez, Kamaal Fareed, Talib Kweli Greene, Anthony Newley, Leslie Bricusse)
2. Ba Bump (Erick Sermon Remix) – 3:09 (William Adams, Allan Pineda, Printz Board, Larry Blackmon, Thomas Jenkins)
3. My Style (DJ Premiere Remix feat. Justin Timberlake) – 4:27 (William Adams, Allan Pineda, Thomas van Musser, Stacy Ferguson, Justin Timberlake, Timothy Mosley, Nate Hills)
4. They Don't Want Music (Pete Rock Remix) – 6:25 (William Adams, James Brown, Stacy Ferguson, Printz Board, Timothy Grindgreff, Greg Mays, Darryl Barnes)
5. Feel It (Jazzy Jeff Soulful Remix) – 4:53 (William Adams, Stacy Ferguson, Allan Pineda)
6. Audio Delite at Low Fidelity – 4:02 (William Adams, Allan Pineda, Keith Harris, Rick James)
7. Disco Club (Large Pro Peas Remix) – 3:50 (William Adams, Allan Pineda, Jean Baptiste, Melvin J. Lewis, Michael Matthews, Anthony Tidd)